# 集成测试
整合测试（英語：Integration testing），又称组装测试，即对程序模块采用一次性或增值方式组装起来，对系统的接口进行正确性检验的测试工作。整合测试一般在单元测试之后、系统测试之前进行。实践表明，有时模块虽然可以单独工作，但是并不能保证组装起来也可以同时工作。該測試，可以由程式設計師或是軟體品保工程師進行。